# George Fonder
George Fonder (Elmhurst, 22 de junho de 1917 — Hatfield, 14 de junho de 1958) foi um automobilista norte-americano esteve em seis (três) 500 Milhas de Indianápolis (cinco (duas) quando a prova fazia parte do calendário da Fórmula 1 de 1950 até 1960): 1949, 1950 (não se qualificou), 1951 (não se qualificou), 1952, 1953 (não se qualificou), 1954 (não se qualificou e compartilhou com Lee Duncan e Frank Armi).